# Record NBA
In questa pagina sono elencati i maggiori record ottenuti nel campionato NBA.

## Record realizzati in regular season

### Realizzati in un'unica partita

#### Punti
- Punti in una partita
  - 100 (23 - 18 - 28 - 31) da Wilt Chamberlain, Philadelphia Warriors (vs. New York Knicks) il 2 marzo 1962 [1]
- Punti in un tempo
  - 59 da Wilt Chamberlain, Philadelphia Warriors (vs. New York Knicks) il 2 marzo 1962 (2º tempo)
- Punti in un quarto
  - 37 da Klay Thompson, Golden State Warriors (vs. Sacramento Kings) il 23 gennaio 2015 (3º quarto)[2]
- Punti in un supplementare
  - 16 da Gilbert Arenas, Washington Wizards (vs. Los Angeles Lakers) il 17 dicembre 2006[3]

- Triple in una partita
  - 14 da Klay Thompson, Golden State Warriors (vs. Chicago Bulls) il 29 ottobre 2018

#### Minuti
- Minuti giocati in una partita
  - 69 da Dale Ellis, Seattle SuperSonics (vs. Milwaukee Bucks) il 9 novembre 1989 (5 OT)[4]

#### Rimbalzi
- Rimbalzi in una partita
  - 55 da Wilt Chamberlain, Philadelphia Warriors (vs. Boston Celtics) il 24 novembre 1960[5]
- Rimbalzi in un tempo
  - 32 da Bill Russell, Boston Celtics (vs. Philadelphia Warriors) il 16 ottobre 1957[6]
- Rimbalzi in un quarto
  - 18 da Nate Thurmond, San Francisco Warriors (vs. Baltimore Bullets) il 28 febbraio 1965[7]

#### Assist
- Assist in una partita
  - 30 da Scoot Skiles, Orlando Magic (vs. Denver Nuggets), il 30 dicembre 1990
- Assist in un tempo
  - 19 da Bob Cousy, Boston Celtics (vs. Minneapolis Lakers) il 27 febbraio 1959[8]
- Assist in un quarto
  - 14 da John Lucas, San Antonio Spurs (vs. Denver Nuggets) il 15 aprile 1984[8]
  - 14 da Steve Blake, Portland Trail Blazers (vs. Los Angeles Clippers) il 22 febbraio 2009[9]

#### Palle rubate
- Palle rubate in una partita
  - 11 da Larry Kenon, San Antonio Spurs (vs. Kansas City Kings) il 26 dicembre 1976[10]
  - 11 da Kendall Gill, New Jersey Nets (vs. Miami Heat) il 3 aprile 1999[10]
- Palle rubate in un tempo
  - 9 da T.J. McConnell, Indiana Pacers (vs. Cleveland Cavaliers) il 3 marzo 2021[11]
- Palle rubate in un quarto
  - 8 da Fat Lever, Denver Nuggets (vs. Indiana Pacers) il 9 marzo 1985[8]

#### Stoppate
- Stoppate in una partita
  - 17 da Elmore Smith, Los Angeles Lakers (vs. Portland Trail Blazers) il 28 ottobre 1973[3]
  - 23 da Wilt Chamberlain, Los Angeles Lakers (vs Phoenix Suns) il 25 dicembre 1968 (non ufficiale)

#### Canestri
- Canestri dal campo segnati in una partita
  - 36 da Wilt Chamberlain, Philadelphia Warriors (vs. New York Knicks) il 2 marzo 1962[1]
- Tiri dal campo tentati in una partita
  - 63 da Wilt Chamberlain, Philadelphia Warriors (vs. New York Knicks) il 2 marzo 1962[1]
- Canestri dal campo segnati in un tempo
  - 22 da Wilt Chamberlain, Philadelphia Warriors (vs. New York Knicks) il 2 marzo 1962 (2º tempo)[12]
- Tiri dal campo tentati in un tempo
  - 37 da Wilt Chamberlain, Philadelphia Warriors (vs. New York Knicks) il 2 marzo 1962 (2º tempo)[12]
- Canestri segnati in un quarto, senza errori
  - 13 da Klay Thompson, Golden State Warriors (vs. Sacramento Kings) il 23 gennaio 2015 (3º quarto) [13]

#### Tiri liberi
- Tiri liberi tentati in un quarto
  - 24 da Ben Simmons, Philadelphia 76ers (vs. Washington Wizards) il 29 novembre 2017 (4º quarto)[14]

- Tiri liberi realizzati in una partita
  - 28 da Wilt Chamberlain, Philadelphia Warriors (vs. New York Knicks) il 2 marzo 1962[1]
  - 28 da Adrian Dantley, Utah Jazz (vs. Houston Rockets) il 4 gennaio 1984[10]
- Tiri liberi realizzati in una partita senza errori
  - 24 da James Harden, Houston Rockets (vs. San Antonio Spurs) il 3 dicembre 2019[15]
- Tiri liberi tentati in una partita, nessuno realizzato
  - 11 da Shaquille O'Neal, Los Angeles Lakers (vs. Seattle SuperSonics) l'8 dicembre 2000[10]
- Tiri liberi tentati in una partita
  - 39 da Dwight Howard 2 volte: Orlando Magic (vs. Golden State Warriors) il 12 gennaio 2012 e Los Angeles Lakers (vs. Orlando Magic) il 12 marzo 2013[10]
- Tiri liberi realizzati in un tempo
  - 20 da Michael Jordan, Chicago Bulls (vs. Miami Heat) il 30 dicembre 1992[10]
  - 20 da Devin Booker, Phoenix Suns (vs. Boston Celtics) il 24 marzo 2017[16]
- Tiri liberi tentati in un tempo
  - 28 da Andre Drummond, Detroit Pistons (vs. Houston Rockets) il 20 gennaio 2016[17]

#### Tiri da tre
- Tiri da tre realizzati in una partita
  - 14 da Klay Thompson, Golden State Warriors (vs. Chicago Bulls) il 29 ottobre 2018[18]
- Tiri da tre tentati in una partita
  - 24 da Klay Thompson, Golden State Warriors (vs. Chicago Bulls) il 29 ottobre 2018[18]
- Tiri da tre realizzati in una partita, senza errori
  - 9 da Latrell Sprewell, New York Knicks (vs. Los Angeles Clippers) il 4 febbraio 2003[19]
  - 9 da Ben Gordon (2 volte), Chicago Bulls (vs. Washington Wizards) il 14 aprile 2006, e in Detroit Pistons (vs. Denver Nuggets) il 21 marzo 2012[19]
- Tiri da tre punti tentati in una partita, nessuno realizzato
  - 12 da Brook Lopez, Milwaukee Bucks (vs. Phoenix Suns) il 23 novembre 2018[20]
- Tiri da tre punti realizzati in un tempo
  - 10 da Chandler Parsons, Houston Rockets (vs. Memphis Grizzlies) il 24 gennaio 2014[19]
  - 10 da Klay Thompson, Golden State Warriors (vs. Chicago Bulls) il 29 ottobre 2018[18]
- Tiri da tre punti realizzati in un quarto
  - 9 da Klay Thompson, Golden State Warriors (vs. Sacramento Kings) il 23 gennaio 2015 (3º quarto)[21]
- Tiri da tre realizzati da una squadra in una partita
  - 29 da Milwaukee Bucks vs. Miami Heat il 29 dicembre 2020[22]

#### Altro
- Espulsione più veloce
  - 1 minuto e 23 secondi alla fine del primo quarto Alan Anderson, Washington Wizards (vs. Portland Trail Blazers) il 9 marzo 2016[23]

### Realizzati in una stagione
- Record di punti realizzati in una stagione:

1. Wilt Chamberlain 4.029 punti (1961-1962)[12]

- Record di rimbalzi realizzati in una stagione:

1. Wilt Chamberlain 2.149 rimbalzi (1960-1961)[19]

- Record di assist realizzati in una stagione:

1. John Stockton 1.164 assist (1990-1991)[19]

- Record di palle rubate realizzate in una stagione:

1. Alvin Robertson 301 rubate (1985-1986)[19]

- Record di stoppate realizzate in una stagione:

1. Mark Eaton 456 stoppate (1984-1985)[19]

- Record di tiri da tre punti realizzati in una stagione:

1. Stephen Curry 402 triple (2015-2016)[24]

### Realizzati in carriera
- Punti (aggiornato al 20 aprile 2025):

1. LeBron James (2003–) 42184
2. Kareem Abdul-Jabbar (1969–1989) 38387
3. Karl Malone (1985–2004) 36928
4. Kobe Bryant (1996–2016) 33643
5. Michael Jordan (1984–2003) 32292

- Assist (aggiornato al 20 aprile 2025):

1. John Stockton (1984–2003) 15806
2. Chris Paul (2005–) 12499
3. Jason Kidd (1994–2013) 12091
4. LeBron James (2003–) 11584
5. Steve Nash (1996–2015) 10335

- Rimbalzi (aggiornato al 20 aprile 2025):

1. Wilt Chamberlain (1959–1973) 23924
2. Bill Russell (1956–1969) 21620
3. Kareem Abdul-Jabbar (1969–1989) 17440
4. Elvin Hayes (1968–1984) 16279
5. Moses Malone (1976–1995) 16212

- Stoppate (aggiornato al 20 aprile 2025):

1. Hakeem Olajuwon (1984–2002) 3830
2. Dikembe Mutombo (1991–2009) 3289
3. Kareem Abdul-Jabbar (1969–1989) 3189
4. Mark Eaton (1982–1993) 3064
5. Tim Duncan (1997–2016) 3020

- Recuperi (aggiornato al 20 aprile 2025):

1. John Stockton (1984–2003) 3265
2. Chris Paul ( 2005–) 2717
3. Jason Kidd (1994–2013) 2684
4. Michael Jordan (1984-2003) 2514
5. Gary Payton (1990–2007) 2445

- Tiro da 3 punti (aggiornato al 20 aprile 2025):

1. Steph Curry (2009–) 4058
2. James Harden (2009–) 3175
3. Ray Allen (1996–2014) 2973
4. Damian Lillard (2012–) 2804
5. Klay Thompson (2011–) 2697

### Miglior media
- Miglior media punti in carriera (con almeno 800 partite giocate in RS):

1. Michael Jordan con 30,12 punti
2. Wilt Chamberlain con 30,07 punti
3. Elgin Baylor con 27,36 punti
4. Kevin Durant con 27,22 punti
5. Jerry West con 27,03 punti
6. LeBron James con 27,01 punti
7. Allen Iverson con 26,66 punti
8. Bob Pettit con 26,36 punti
9. George Gervin con 26,18 punti
10. Oscar Robertson con 25,68 punti

- Miglior media punti in una stagione:

1. Wilt Chamberlain con 50,4 punti (stagione 1961-1962)[12]

- Miglior media rimbalzi in carriera:[19]

1. Wilt Chamberlain con 22,89 rimbalzi
2. Bill Russell con 22,45 rimbalzi
3. Bob Pettit con 16,22 rimbalzi
4. Jerry Lucas con 15,61 rimbalzi
5. Nate Thurmond con 15,00 rimbalzi

- Miglior media rimbalzi in una stagione:

1. Wilt Chamberlain con 27,2 rimbalzi (stagione 1960-1961)[1]

- Miglior media assist in carriera:

1. Magic Johnson con 11,19 assist
2. John Stockton con 10,51 assist
3. Oscar Robertson con 9,51 assist
4. Isiah Thomas con 9,26 assist
5. Chris Paul con 9,23 assist

- Miglior media assist in una stagione:

1. John Stockton con 14,54 assist (stagione 1989-1990)[19]

- Miglior media stoppate in carriera:

1. Mark Eaton con 3,5 stoppate[19]

- Miglior media stoppate in una stagione:

1. Mark Eaton con 5,6 stoppate (stagione 1984-1985)[8]

- Miglior media palle rubate in carriera:

1. Alvin Robertson con 2,71 palle rubate[19]

- Miglior media palle rubate in una stagione:

1. Alvin Robertson con 3,67 palle rubate (stagione 1985-1986)[19]

## Record realizzati nei playoff

### Realizzati in un'unica partita

#### Punti
- Punti in una partita
  - 63 da Michael Jordan in Chicago Bulls (vs. Boston Celtics) il 20 aprile 1986[25]
- Triple in una partita
  - 12 da Damian Lillard in Portland Trail Blazers (vs. Denver Nuggets) il 2 giugno 2021[26]
- Tiri Liberi in una partita
  - 30 da Bob Cousy in Boston Celtics (vs. Syracuse Nationals) il 21 marzo 1953[27]

#### Minuti
- Minuti giocati in una partita
  - 67 da Red Rocha e Paul Seymour in Syracuse Nationals (vs. Boston Celtics) il 21 marzo 1953[19]

#### Rimbalzi
- Rimbalzi in una partita
  - 41 da Wilt Chamberlain in Philadelphia 76ers (vs. San Francisco Warriors) il 5 aprile 1967[19]

#### Assist
- Assist in una partita
  - 24 da Magic Johnson in Los Angeles Lakers (vs. Phoenix Suns) il 15 maggio 1984[19]
  - 24 da John Stockton in Utah Jazz (vs. Los Angeles Lakers) il 17 maggio 1988[19]

#### Palle rubate
- Palle rubate in una partita
  - 10 da Allen Iverson in Philadelphia 76ers (vs. Orlando Magic) il 13 maggio 1999[19]

#### Stoppate
- Stoppate in una partita
  - 10 da Mark Eaton in Utah Jazz (vs. Houston Rockets) il 26 aprile 1985[19]
  - 10 da Hakeem Olajuwon in Houston Rockets (vs. Los Angeles Lakers) il 29 aprile 1990[19]
  - 10 da Andrew Bynum in Los Angeles Lakers (vs. Denver Nuggets) il 29 aprile 2012[19]